# Google Goggles
Chronologie des versions
Google Lens
Google Goggles (lunettes en anglais) était une application développée par Google pour Android, permettant d'effectuer une recherche Internet en prenant une photo via un appareil mobile. Google Goggles était également disponible sur iPhone via l'application "Recherche Google". Depuis sa dernière mise à jour du 20 aout 2018, l'application n'est plus utilisable et redirige vers Google Lens.

## Fonctionnalités
L'application permettait par exemple de prendre un poster en photo, et d'en connaître l'auteur, de prendre un code-barres en photo, et d'avoir le détail du produit et une comparaison de prix, ou encore d'effectuer automatiquement des recherches depuis n'importe quelle photo prise.
Le logiciel reconnaissait les formes, les couleurs, le texte, les codes barres et les jeux de Sudoku, permettant même de résoudre ces derniers. 
Google évoque quelques possibilités d'utilisations, dont la reconnaissance de monuments, de livres, de contacts, d'œuvres d'arts, de magasins, de vins ou encore de logos.
Google utilise le GPS des appareils mobiles pour affiner les recherches, couplé avec une base de données qui totalise déjà plusieurs dizaines de millions d'objets.